# 骆文秀
骆文秀（1915年—1995年），马来西亚檳城大亨，生於福建惠安縣。在通过二手车生意，获得成功后在马来西亚贩卖本田摩托，是馬來西亞華人企業家「白手興家」的典範。

## 童年
幼年在中華民國福建省惠安縣赤石鄉撿拾豬糞供做燃料，完全沒有機會接受教育。十二歲離鄉別井到檳城謀生，初時找到一份汽車修理學徒的工作，在晚上還幫人洗巴士掙錢，每輛收10仙，月薪只有三元。
18歲的那一年，利用他的2,000叻币積蓄，一口氣買下11輛殘舊巴士。過後，他將這批修復過的巴士，以1萬2000令吉脫售。他雄心萬丈，再利用這筆錢買下39輛巴士。

## 創業
1942年第二次世界大戰期間，他的財產被入侵的日軍充公，變成一無所有。在1945大戰結束後，他東山再起，轉賣腳踏車、輪胎及摩多零件等。過後，他將業務擴充至售賣二手汽車，同時涉足運輸業及巴士業。
一九五八年，是駱文秀事業中的重要轉捩點。這一年，他創立了東方實業，開始經營地產生意，在檳城與友人合資興建高級住宅，是檳州最早的發展商之一。

## 家庭
兄长骆上秀（1914年？—1942年？）
- 有后，未知性别人数[2]

骆文秀1940年成家，两位太太、两个儿子、四个女儿和一个义子：
- 长子骆嘉庆（—1987年）娶叶雪莉[3][4]
  - 两名孙子女[4]
- 次子骆嘉美[2]
  - 孙子骆坚聪（1977年—），文秀集团主席、2015年任东方实业主席兼执行董事[5][6][7]
    - 直接持股
      - 东方实业0.129%[5]
      - 文秀私人有限公司（产业发展商）43%[5]

    - 间接持股
      - 东方实业58.007%（经文秀私人有限公司、槟城黄色巴士企业有限公司及其他私人拥有公司）[5]
      - 文秀私人有限公司（产业发展商）12.67%[5]
- 长女骆燕适拿督黄临江（1941年—），东方实业董事经理[6][8]
- 次女拿督斯里骆清燕，东方实业原任主席兼执行董事[6]
  - 陈卿慧（1966年—），2015年受委东方实业执行董事[6]
- 三女骆月凤适拿督斯里林绪通（1946年—），《光华日报》董事主席、东方实业董事经理[6][8][9]
  - 外孙拿督林建成，文秀集团执行董事[10][11][12]
- 四女骆金燕适拿督陈忠祥，北海专科医院总裁[6][8][13]
  - 外孙拿督斯里拿督威拉陈惠仁（1981年—），文秀丰田有限公司主席、2015年任东方实业执行董事[6][14]
  - 外孙陈天从，北海专科医院院长[13]
  - 外孙女陈慧玲，北海专科医院副总裁[13]
- 义子骆嘉兴（1995年之前去世）[2]